# Sean Robinson
Pour les articles homonymes, voir Robinson.
Pas d'image ? Cliquez ici

a Compétitions nationales et continentales officielles uniquement.

Dernière mise à jour le 25 octobre 2021.
Sean Robinson, né le 2 novembre 1993 à Pretoria (Afrique du Sud), est un joueur sud-africain de rugby à XV évoluant aux postes de centre, ailier ou arrière. Il évolue avec le Sporting club albigeois

## Carrière
Sean Robinson arrive au Racing 92 en tant qu'espoir en 2014,. Il ne parvient pas à s'imposer en tant que titulaire, disputant seulement 10 matchs jusqu'en 2017. Par ailleurs, en 2016, il est prêté quelques mois au Colomiers rugby en Pro D2, en tant que joker médical de Clément Lagain, et dispute 6 matchs.
À la fin de la saison, il signe un contrat d'un an pour avec l'Aviron bayonnais en Pro D2. 
En 2021, il signe au Sporting club albigeois en Nationale.

## Palmarès

### En club
- Champion de France espoirs en 2015
- Champion de France de Pro D2 en 2019